# Ledenik Fox / Te Moeka o Tuawe
Ledenik Fox (maorsko Te Moeka o Tuawe; uradno Fox Glacier / Te Moeka o Tuawe) je 13 kilometrov dolg zmerno topli morski ledenik, ki je v narodnem parku Westland Tai Poutini na zahodni obali Južnega otoka Nove Zelandije. Tako kot bližnji Ledenik Franz Josef / Kā Roimata o Hine Hukatere je tudi ledenik Fox eden najbolj dostopnih ledenikov na svetu, s končno steno le 300 m nad morsko gladino, blizu vasi Fox Glacier. Je velika turistična atrakcija in v visoki turistični sezoni ga dnevno obišče približno 1000 ljudi.

## Poimenovanje
Ledenik je med lokalnimi Maori znan kot Te Moeka o Tuawe ('Tuawejeva postelja'). Po ustnem izročilu naj bi Hine Hukatere rada plezala v gore in je svojega ljubimca Tuaweja prepričala, naj pleza z njo. Tuawe je bil manj izkušen plezalec kot Hine Hukatere, vendar jo je rad spremljal, dokler ga plaz ni odnesel z vrhov v smrt. Hine Hukatere je bila strtega srca in njenih veliko, veliko solz je teklo po gori. Nebesni oče Rangi se ji je usmilil in jih zamrznil, da so oblikovali ledenik, ki je zdaj znan kot Franz Josef; ledenik, zdaj znan kot Fox, označuje Tuawejevo počivališče.
Leta 1857 so lokalni Maori vodili Pākehā Leonarda Harperja in Edwina Foxa na oba ledenika, prva Evropejca, ki sta ju videla. Leta 1865 je nemški geolog Julius von Haast prvi raziskal in pregledal ledenike na vrhu te doline in ju poimenoval Victoria in Albert, po kraljici in njenem soprogu. Ledenik Victoria je obdržal svoje ime, vendar je bil spodnji del ledenika Albert preimenovan leta 1872 po obisku takratnega premiera Nove Zelandije Sir Williama Foxa.
Raziskovalec Charlie Douglas je že v 1860-ih sam obiskal ledenik in iskal kravo. »V tistih davnih dneh nisem posvečal veliko pozornosti ledenikom«, je kasneje zapisal.
S sprejetjem zakona Ngāi Tahu Claims Settlement Act iz leta 1998 se je ime ledenika znova spremenilo v Fox Glacier / Te Moeka o Tuawe.

## Geografija
Ledenik Fox, ki ga napajajo štirje alpski ledeniki, se na svojem 13 km dolgem potovanju od južnih Alp proti obali spusti za 2600 m in konča v bližini deževnega gozda 300 metrov nad morsko gladino. Potem ko se je večino zadnjih 100 let umikal, je med letoma 1985 in 2009 napredoval. Leta 2006 je bila povprečna stopnja napredovanja približno meter na teden. Januarja 2009 je končna stena ledenika še vedno napredovala in njene navpične ali previsne stene so se redno zrušile. Od takrat je prišlo do znatnega umika, pri čemer je visoka raven iz leta 2009 jasno vidna kot vegetacijska linija na južnem pobočju nad tem, kar je danes ostalo od spodnjega ledenika.
Iztok ledenika tvori reko Fox. V zadnji ledeni dobi je njen led segal čez sedanjo obalo in ledenik je med svojim umikom pustil za seboj številne morene. Jezero Matheson je nastalo kot kotličko jezero znotraj enega od teh.
- 2007
- 2013
- 2013, ki prikazuje največjo višino ledenika, doseženo okoli leta 2009
- Reka Fox, ki izhaja iz konca ledenika

## Turizem
V poročilu iz leta 1890 o »Turističnih zanimivostih v okrožju Okarito« je Charlie Douglas naštel več znamenitosti na območju ledenika Fox, vključno s pogledom z Malcolm's Knob na izlivu reke Cook. »Če bi bila cesta očiščena do Cook's [Flat], bi bila lahka dnevna etapa do ledenika Fox; nekega dne bi naredili to mesto, nato pa navzdol do Malcolms Knob in Gillespies«, je zapisal. Opazil je tudi, da je bila cesta med kmečkim naseljem Weheka na ledeniku Fox in Waihom na severu (danes Franz Josef) zelo slaba. »...ko sem prišel skozi to pot, sem zapustil stezo in se odpravil proti grmovju, ker sem veliko bolje hodil.« Do leta 1903 so jo izboljšali in dr. Ebenezer Teichelmann jo je opisal kot dobro konjsko stezo.[8]
Douglas je predhodno raziskoval ledenik z A.P. Harper in William Wilson ter tam zgradil prvo kočo, znano kot železna koča, blizu ledeniškega terminala iz leta 1896.
V 1920-ih so Westland tržili kot turistično destinacijo zaradi slikovitih razgledov na gore, jezera in gozdove. Obiskovalci Weheke so bivali na domačijah Williamsovih ali Sullivanovih, dokler leta 1928 brata Sullivan niso odprla prvega hotela v dolini, 40-sobnega Fox Glacier Hostel (ki je v preteklih letih večkrat razširjen in prenovljen še vedno deluje kot hotel).
Na tej točki se je začelo uradno vodenje po ledeniku, ki je zaposlovalo znane alpiniste, kot so Frank Alack, Harry Ayres in Tom Christie. Dostop do ledenika je potekal po stezi vzdolž severne strani doline reke Fox in čez nihajoči most. Lahko so splezali na led v zavetišču za malico na razgledni točki Chalet, zgrajeni leta 1931 (in ki je pogorela leta 1973). Ko se je ledenik umaknil, je bila ob strani Cone Rock zgrajena galerija, ki je omogočala dostop, dokler se ni umaknil še dlje. Sčasoma je severna pot postala glavna dostopna cesta za turiste.
Koča Chancellor Hut je bila zgrajena v letih 1930–31 na jugozahodni steni grebena Chancellor Ridge, zdaj 200 m nad ledenikom. Po načrtih gorskih vodnikov Aleca in Petra Grahama leta 1929 je bilo treba vse materiale ročno zapakirati na ledenik Fox leta 1930 v dneh pred helikopterskimi prevozi. Je najstarejša ohranjena planinska koča v Južnih Alpah, ki je še vedno na prvotni lokaciji, in je zgodovinska stavba kategorije II na seznamu dediščine Nove Zelandije. Na nadmorski višini 1200 m je bila zasnovana tako, da ponuja možnosti plezanja turistom, ne pa postajališče za alpiniste, ki plezajo na Great Divide. Zgrajena je bila tudi koča na 1500 m na Craig's Peak (1800 m) za nočne plezalne izlete.
V zgodnjih 1930-ih in zgodnjih 1940-ih so na severni in južni strani doline zgradili ceste, da bi izboljšali dostop. Severna cesta je vodila do glavnega parkirišča za turiste, ki so se želeli sprehoditi do stene ledenika, čeprav so jim ovire in opozorilni znaki preprečili vstop v "nevarno območje" blizu aktivne stene ledenika. Vendar pa je do ena tretjina od 600.000 turistov, ki letno obiščejo ledenike Zahodne obale, prezrla varnostna opozorila. Dva avstralska turista sta bila ubita januarja 2009, ko sta prečkala varnostne ovire in hodila 500 m do terminala, da bi posnela fotografije. 21. novembra 2015 je bilo sedem ljudi ubitih, ko je helikopter Eurocopter Écureuil (veverica) družbe Alpine Adventures strmoglavil na ledenik.
26. marca 2019 je močno deževje povzročilo poplave na tem območju in uničilo most Waiho čez državno cesto 6 pri Franz Josef. Deževje je sprožilo tudi ogromen zemeljski plaz v dolini reke Fox, ki je odnesel okoli 150 m severne ledeniške dovozne ceste in uničil parkirišče. Cesto je v preteklem letu že večkrat naplavilo, le dva meseca pred tem pa so jo popravili za 430.000 $. Plaz Alpskih vrtov obsega 50–70 milijonov kubičnih metrov kamenja in je od oktobra 2020 še vedno aktiven in se premika 100–700 mm na dan. Cesta je bila zaprta za nedoločen čas, brez praktičnih rešitev za njeno popravilo, dostop do ledenika pa je zdaj mogoč s helikopterjem. Da bi nadomestili zaprtje dostopne ceste, je bil avgusta 2019 objavljen paket porabe v višini 3,9 milijona dolarjev za druge turistične projekte okoli ledenika Fox: razširitev kolesarske steze do jezera Matheson, nadgradnja in ponovna otvoritev poti do jezera Gault, izboljšanje ceste in dostopa do poti na južni strani doline reke Fox in ponovno odprtje obalne poti do plaže Galway severno od plaže Gillespies.
- Redišče (névé) ledenika Fox
- Zgornje pobočje ledenika Fox nad Victoria Flat
- Heli-pohodniška skupina na Victoria Flat
- Ledno plezanje
- Ledena jama na Victoria Flatu